# Tétrandrine
La tétrandrine est un alcaloïde agissant comme inhibiteur calcique et ayant des effets immunologiques, anti-inflammatoires et anti-allergéniques. Elle inhibe la dégranulation des mastocytes et possède un effet antiarythmique semblable à celui de la quinidine. Elle possède également un effet vasodilatateur par lequel elle agit sur la pression artérielle.
Elle a été isolée de Stephania tetrandra (en), une herbe médicinale de la médecine traditionnelle chinoise, également utilisée au Japon.
Elle fait l'objet de recherches en vue d'établir son efficacité comme traitement contre diverses maladies :
- pour traiter des maladies du foie[4], dont le cancer du foie[5],[6],[7] ;
- pour réduire la fibrose et faciliter la cicatrisation d'une conjonctivite consécutive à une trabéculectomie ou chez des patients ayant une conjonctivite sévère[8] ;
- pour réduire l'inflammation et la fibrose dans la silicose, la cirrhose et la polyarthrite rhumatoïde[2].

Des études préliminaires ont par ailleurs fait état d'une possible action de la tétrandrine pour bloquer l'entrée du virus Ebola dans les cellules cibles avec peut-être une certaine efficacité thérapeutique contre la maladie à virus Ebola chez la souris, la tétrandine étant un inhibiteur calcique et le virus Ebola utilisant précisément un canal calcique endosomique pour pénétrer dans les cellules hôtes après macropinocytose.